# Amphimedon aculeata
Amphimedon aculeata är en svampdjursart som beskrevs av Gustavo Pulitzer-Finali 1982. Amphimedon aculeata ingår i släktet Amphimedon och familjen Niphatidae. Inga underarter finns listade i Catalogue of Life.